# Însurăței
Însurăţei é uma cidade da Romênia com 7.501 habitantes, localizada no judeţ (distrito) de Brăila.